# John Lucas
John Porter „Old Luke” Lucas (ur. 14 stycznia 1890 w Kearneysville w stanie Wirginia Zachodnia, zm. 24 grudnia 1949 w Great Lakes w stanie Illinois) – amerykański wojskowy, generał artylerii, dowódca amerykańskiego VI Korpusu podczas II wojny światowej.

## Życiorys
Urodził się 14 stycznia 1890 r. w Kearneysville w Wirginii Zachodniej. Wstąpił do akademii wojskowej w West Point, którą ukończył w 1911 r. z 55. lokatą na 82 kadetów. Początkowo skierowano go do służby w kawalerii, ale później przeniesiono go do artylerii polowej. Podczas I wojny światowej został wysłany razem z 33 Dywizją Piechoty do Francji. Na froncie był dowódcą batalionu; został ranny. Po zakończeniu wojny i powrocie do Stanów Zjednoczonych pozostał w armii. W 1924 r. został przyjęty na roczny kurs do US Army Command and General Staff School w Leavenworth w stanie Kansas. Wśród 247 uczestników kursu ulokował się na 78. miejscu.

Po rozpoczęciu II wojny światowej, miał stopień generała majora. We wrześniu 1941 r. został mianowany dowódcą 3 Dywizji Piechoty. W 1943 r. Lucas zastąpił Harolda R. Bulla na stanowisku zastępcy gen. Dwighta Eisenhowera podczas działań bojowych w Afryce Północnej i na Sycylii. W styczniu 1944 r. naczelny dowódca sił sprzymierzonych we Włoszech gen. Harold Alexander w związku z planowanym desantem w Anzio powierzył przygotowanie tej operacji i dowodzenie nią Lucasowi. Amerykański generał był sceptycznie nastawiony i do samego planu operacji, i do swoich przełożonych. Od samego początku uważał, że bez odpowiedniego wsparcia zakończy się ona fiaskiem. Sądził też, że siły wyznaczone do desantu są za słabe i nie zdołają wykonać postawionego im zadania. Jego wątpliwości nie zostały rozwiązane, kiedy zapadły ostatnie rozkazy przed rozpoczęciem operacji. W swoim pamiętniku pisał: 

Ta operacja z daleka śmierdzi Gallipoli, a ten sam amator, który planował tamtą operację, nadal siedzi na ławce trenera".

 Owym amatorem był zdaniem Lucasa brytyjski premier Winston Churchill, jeden z pomysłodawców lądowania pod Anzio oraz zakończonego klęską desantu pod Gallipoli, który w czasie poprzedniej wojny miał doprowadzić do zajęcia cieśnin prowadzących na Morze Czarne i Istambułu. Chociaż, sam desant został przeprowadzony bardzo sprawnie przy minimalnych stratach, to dalsze działania gen. Lucasa doprowadziły do całkowitego zaprzepaszczenia początkowego sukcesu.

## Krytyka generała
Dowódca VI Korpusu był krytykowany za nieumiejętne dowodzenie i błędy taktyczne. Zarzucano mu, że przez cały okres swego dowodzenia ukrywał się w podziemnym bunkrze i ani razu nie pojawił się na linii frontu. W efekcie doprowadził do konfliktu między dowódcami dywizji i brytyjskim sojusznikiem. Skutki jego asekuracyjnego działania to także znaczny spadek morale i rozluźnienie dyscypliny. Po miesiącu takiego dowodzenia Lucas został odwołany z funkcji dowódcy VI Korpusu przez gen. George'a Marshalla. W Europie nie otrzymał już żądnego stanowiska dowódczego. W Stanach Zjednoczonych skierowano go do Teksasu, gdzie w San Antonio objął dowództwo nad 4 Armią.
W latach 1946–1948 przebywał w Chinach jako szef amerykańskich doradców wojskowych (Army Advisory Group) w Nankinie. Po powrocie stamtąd został mianowany dowódcą 5 Armii w Chicago. Zmarł w Great Lakes w stanie Illinois 4 grudnia 1949 r. w wieku 59 lat. Nosił przydomek „Old Luke”.